# 데코 카세트 시스템

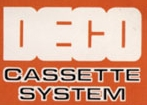

데코 카세트 시스템(DECO Cassette System)은 데이터 이스트가 1980년 발표한 첫 범용 아케이드 기판이다.

## 특징
특징으로는 저장매체를 PROM이나 EPROM 대신 일반오디오 카세트 테이프를 이용했다는 것이다. 게임기를 켜면, 로딩 카운트 화면이 나오고 2-3분 정도의 카세트에서 캐비넷 메모리로 불러들이는 작업이 끝나야 플레이가 가능했다. 시스템 구성은 게임의 데이터가 기록된 카세트 테이프와 캐비넷, 카세트 덱크, 3장의 PCB에 3개의 CPU(MOS 6502 2개와 인텔 8048 1개), 2개의 AY-3-8910 사운드 칩, 해상도 240*240, 32컬러, 4방향 조이스틱과 2개의 버튼으로 1인용 게임이 주를 이루었다.
게임센터 주인은 일반 게임기처럼 기판을 바꾸는 대신에 카세트 테이프와 캐비넷을 바꾸는 것으로 여러 가지 게임을 가동할 수 있는 장점이 있었지만, 로딩시 잦은 에러와 카세트 테이프의 내구성 문제, 상대적으로 낮은 품질의 게임등으로 인해 1985년이후로 더 이상의 게임은 나오지 않았다.

## 게임 리스트
- 아스트로 판타지아 (1981)
- 볼더 대쉬 (1985)
- 버거 타임 (1983)
- 범프 앤 점프 (1982) -다른 이름으로 번인 루버가 있다.
- 클러스터 버스터 (1983) -다른 이름으로 그랩롭과 플라잉 볼이 있다.
- 디스코 No. 1 (1982) -다른 이름으로 스위트 하트가 있다.
- 익스플로러 (1982)
- 파이팅 아이스 하키 (1984)
- 하이웨이 체이스 (1980) -다른 이름으로 매드 에일리언이 있다.
- 록 앤 체이스 (1981)
- 러키 포커 (1981)
- 미션-X (1982)
- 나이트 스타 (1983)
- 피터 페퍼의 아이스 크림 공장 (1984)
- 프로 볼링 (1981)
- 프로 골프 (1981)
- 프로 사커 (1983)
- 프로 테니스 (1982)
- 루틴 투틴 (1983) -다른 이름으로 라 파 파가 있다.
- 스크룸 트라이 (1984)
- 슈퍼 아스트로 파이터 (1981)
- 테라니언 (1981)
- 토네이도 (1982)
- 트레저 아일랜드 (1981)
- 제로이즈 (1985)

## 참고 링크
- Killer List of Videogames - 약간의 설명과 샵 매뉴얼을 받을 수 있다.
- ATARIPROTOS - 게임목록과 광고 포스터를 볼 수 있다.

## 같이 보기
- 네오지오 (시스템)
- 닌텐도 VS. 시스템
- 닌텐도 슈퍼 시스템
- 플레이초이스-10